# US Pro Daro Bellinzona
L'Unione Sportiva Pro Daro è una società calcistica della città di Bellinzona, fondata nel 1920, e successivamente rifondata nel 1930, anno in cui adottò l'attuale denominazione. Nella stagione 2021/2022 disputa il torneo di Terza Lega Gruppo 2.